# Flaggberget, Sjundeå
Flaggberget är en kulle i Sjundeå i det finländska landskapet Nyland. Kullen är känd för fyra gravrösen från bronsåldern som ligger på kullen. Dessutom har kullen förr använts som plats för pingsteldar och midsommareldar. Även Finlands nationalförfattare Aleksis Kivi har varit med i midsommarfester på Flaggberget när han bodde i Sjundeå.
Gravrösena på Flaggberget är enligt lag skyddade fasta fornlämningar.

## Gravrösen
Det finns fyra gravrösen från bronsåldern i två grupper. Första gruppen ligger på cirka 60 meters höjd på Flaggbergets södra del. En del av gruppens första gravröse har blivit skadat och det är 11 x 9 x 0,5 meter stort. Gruppens andra gravröse ligger cirka 30 meters nordväst från det första gravröset. Det andra röset är svårt skadat och i en inventering år 2002 var det bara 2 x 2,5 meter stort och dess form var oklar.
Ungefär 200 meter nordost om den första gruppen ligger de två andra gravrösena på 75 meters höjd. Båda gravrösena från den här gruppen har blivit delvis förstörda. Gravarnas diameter är cirka 6 meter.
Man vet att det har funnits en struktur som man kallade "älvornas kvarn" på Flaggberget. Strukturen var nästan som en liten grotta där man kunde stå. I "älvornas kvarn" har man hittat en gammal slipsten. Platsen som sägs ligga bakom stenar hittades dock inte i inventeringen år 1984.